# Elite intelectual

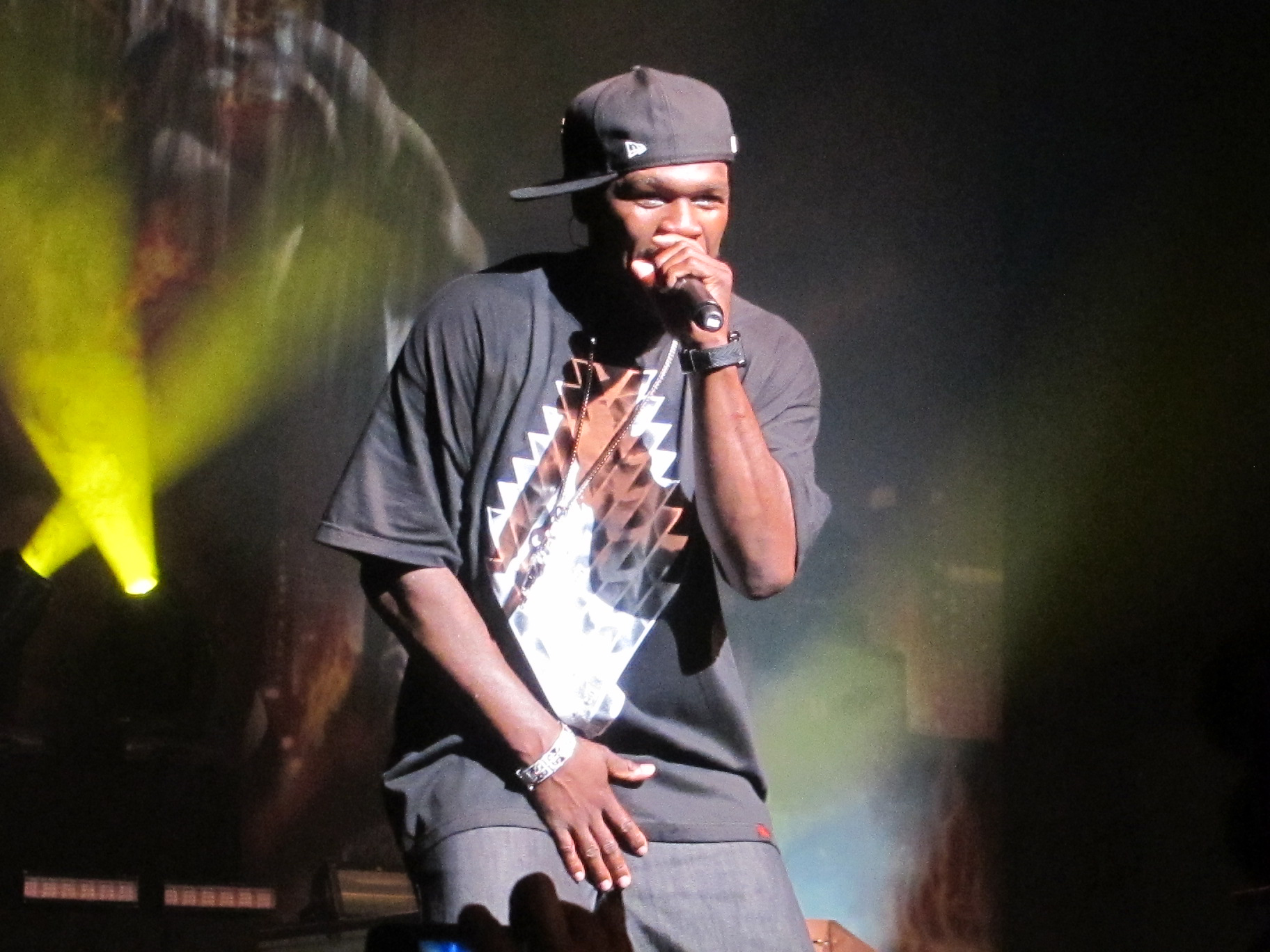
O gênero Rap, assim como outras formas de arte e expressão cultural, são vistas com desdenho por alguns intelectuais

Elite intelectual é um termo utilizado para se referir a um ou vários grupos de pessoas que constituem uma elite destacada devido ao seu intelecto elevado em relação ao resto da sociedade.
Apesar disso, esse termo é muitas vezes é atribuído de forma pejorativa, devido à ideia de promover uma visão de superioridade cultural, social e intelectual de um certo grupo da sociedade, como uma forma análoga a discriminação cultural, com certas formas de conhecimento de cunho popular não sendo classificadas como "inteligente".

## Críticos
Uma das principais criticas à elite intelectual vem da escritora afro-brasileira Conceição Evaristo, que durante uma entrevista ao jornal Brasil de Fato, afirmaria que grande parte dos pensadores e intelectuais brasileiros apresentariam uma superioridade de voz sobre certos temas, ao comentarem de assuntos religiosos, sociais e outros: 
Como "Se não tivéssemos o direito de falar, o direito de pensar, o direito de escrever"

“Há sujeitos e sendo bem explícita: o sujeito branco, seja ele homem ou mulher, ele tem licença pra falar de tudo, ele vai falar de gato, ele vai falar de sapato, ele vai falar de sexo, ele vai falar de amor e ele vai falar de religião, de tudo. Ele pode dizer tudo, todos assuntos são pertinentes a ele”
“Determinadas classes sociais, quando falam sobre os seus próprios assuntos, normalmente essa fala não é legitimada ou ela só passa a ser legitimada a partir do próprio sujeito falante. É como se não tivéssemos o direito de falar, não tivéssemos o direito de pensar, não tivéssemos o direito de escrever. Eu acho que a elite, não todos, mas a elite intelectual brasileira - e eu já falei isso e repito - é uma elite burra. É uma elite burra, de não perceber a riqueza que nós temos nessa pluralidade de vozes.”

Conceição Evaristo, 2021
Mesmo a própria considerando a leitura uma parte essencial para o diálogo e as interações sociais, ela comenta que existe uma riqueza interpretativa em certas formas de arte praticadas pelos jovens das atuais gerações que não receberiam tanto destaque quanto deveria, referenciando o rap como um desses exemplos.

“O rap é interpretação também, o jogo de corpo. Eu já vi, por exemplo, um texto de rap sendo trabalhado ao lado de um texto de Carlos Drummond de Andrade. Então, oferece essas possibilidades de leituras, de textos literários diferentes”

Conceição Evaristo, 2021
Além de Evaristo, outro pensador de bastante destaque é o filósofo conservador Pondé, onde em uma entrevista ao jornal Folha de S Paulo o mesmo afirmaria que os intelectuais teriam "nojo do povo comum", o mesmo culpava a elite intelectual pelo crescimento da extrema-direita no Brasil, principalmente por muitos dos intelectuais terem simpatia com o governo do Lula, que de acordo com ele seria "lixo moral puro", por muitos deles ignorarem os erros de seu mandato

"Isso tem consequências mais graves e de longo alcance. Mas, antes, olhemos para a causa por detrás dessa miopia da imprensa e da mídia —da inteligência pública em geral— diante do fenômeno do crescimento da chamada extrema direita. 
A causa é: a elite intelectual tem nojo do povo comum que "cheira a ônibus e trem suburbano". Mas não pode confessar abertamente, então fica nessa de "discutir" a extrema direita sem poder dizer frases como "esse povo idiota e ignorante só atrapalha votando em gente horrorosa". Essa é a frase que povoa as mentes dos profissionais do pensamento público. Como não podem confessar que desprezam o povo comum, ficam correndo atrás do próprio rabo.
Uma consequência de fundo é que essa incapacidade cognitiva impede que os profissionais do pensamento público sejam capazes de reconhecer que o povo comum possa considerar a elite intelectual de esquerda —quase uma redundância—, incluindo aí o todo poderoso Poder Judiciário, como uma classe opressora que enfia goela abaixo deles taras ideológicas e puro mau caratismo político e jurídico como se fora a santidade de senhoras católicas.
O resultado é que a inteligência pública, na sua quase totalidade, não serve para nada se quisermos entender o estado da política hoje."

Pondé, 2024

Outros pensadores se destacam pelas criticas como a historiadora Luciana Brito, jornalista Felipe Oda, o cineasta Arnaldo Jabor em seu artigo "A burrice e a ignorância" e o filósofo Olavo de Carvalho

## Ver Também
- Intelectualismo e anti-intelectualismo
- Intelligentsia
- Alta cultura